# Komische Begegnung im Tiergarten zu Stockholm
Komische Begegnung im Tiergarten zu Stockholm je německý němý film z roku 1896. Režisérem je Max Skladanowsky (1863–1939). V Deutsche Kinemathek se nachází 35 mm kopie.
Autorami jsou bratři Skladanowští, kteří v tu dobu pobývali ve Švédsku, kde ukazovali svou tvorbu z Berlína pro divadlo Kristallsalongen. Jedná se o první film natočený ve Švédsku, film zde však nebyl uveden.

## Děj
Během necelé minuty se stane mnoho věcí. Muž spadne z kola, které někdo vzápětí ukradne. Na schodech se prochází opilci nebo pánové, kteří se z nějakého důvodu chtějí rvát. Na okraji sedí pánové na lavičkách a kouří z dýmky. Film byl natočen ze dvou poloh. V druhé poloze jsou vidět i děti a psi.